# 中井侍駅
中井侍駅（なかいさむらいえき）は、長野県下伊那郡天龍村平岡にある、東海旅客鉄道（JR東海）飯田線の駅である。標高289 m。
長野県最南端にある駅で、「信州ワイド周遊券」のあった時代は自由周遊区間南端の駅であった。

## 歴史
- 1936年（昭和11年）12月30日：三信鉄道小和田 - 満島（現・平岡）間延伸時に中井侍停留場として開業[1][2]。旅客駅[2]。当時の読みは「なかいざむらい」であった[1][2]。
- 1943年（昭和18年）8月1日：三信鉄道線が飯田線の一部として国有化、運輸通信省（後の日本国有鉄道）に移管[2]。同時に中井侍駅に昇格[2]。駅名の読みを「なかいさむらい」に変更[1][2]。
  - 当時は、東海道本線浜松 - 名古屋間の各駅や飯田線の各駅、中央本線上諏訪 - 塩尻間の各駅、松本駅を発着する旅客のみ利用出来た[2]。
- 1954年（昭和29年）12月1日：東京都区内と長野駅を発着する旅客も利用可能となる[2]。
- 1971年（昭和46年）
  - 4月1日：旅客発着制限撤廃[2]。
  - 12月1日：業務委託終了、無人駅化[3]。
- 1987年（昭和62年）4月1日：国鉄分割民営化に伴い、JR東海の駅となる[2][4]。
- 1998年（平成10年）7月31日：待合室解体。

## 駅構造
単式ホーム1面1線を有する地上駅。飯田駅管理の無人駅である。秘境駅に数えられることもあるが、周辺には民家が散在し、道幅は狭いものの駅前まで車道が通じており、自動車での到達も可能。

## 利用状況
「長野県統計書」によると、1日平均乗車人員は以下の通り。
- 2007年度 - 7人[1]
- 2009年度 - 5人[1]
- 2010年度 - 5人
- 2011年度 - 5人
- 2012年度 - 6人
- 2013年度 - 5人
- 2014年度 - 7人
- 2015年度 - 8人
- 2016年度 - 10人[5]
- 2017年度 - 9人[6]
- 2018年度 - 4人[7]

## 駅周辺
駅前眼下に茶畑が広がる。急傾斜地に位置し、ホームには切り立った斜面があり、コンクリートで被覆されている。駅前には民家が2軒あり、坂道を徒歩3 - 5分程登って行くと民家が連続する集落に出る。
駅構内で地元農家で採れたお茶の飲み比べが出来る「緑茶Cafe 茶むらい」が時期限定で営業している。
例年、ゴールデンウイーク中に茶摘みが始まり報道されることが多い。
- 天竜川
  - 平神橋
  - 水神橋

## 隣の駅
東海旅客鉄道（JR東海）
CD 飯田線
- 臨時急行「飯田線秘境駅号」停車駅

■快速
通過
■普通
小和田駅 - 中井侍駅 - 伊那小沢駅